# Campeonato FIBA Américas Sub-16
El Campeonato FIBA Américas Sub-16 es el campeonato de baloncesto para selecciones nacionales con jugadores menores de 16 años de edad del continente americano organizado por FIBA Américas de la Federación Internacional de Baloncesto. El evento comenzó en 2009 y se celebra cada dos años. Los cuatro mejores equipos clasifican para competir en el Campeonato Mundial de Baloncesto Sub-17.

## Ediciones
| Año           | Sede                       |                | Final          | Final     | Final                |           | Bronce               | Bronce | Bronce               |
| Año           | Sede                       | Campeón        | Resultado      | Plata     | Bronce               | Resultado | Cuarto lugar         |        |                      |
| ------------- | -------------------------- | -------------- | -------------- | --------- | -------------------- | --------- | -------------------- | ------ | -------------------- |
| 2009 Detalles | Argentina (Mendoza)        | Estados Unidos | 101–87         | Argentina | Canadá               | 106–81    | Venezuela            |        |                      |
| 2011 Detalles | México · (Cancún)          | Estados Unidos | 104–64         | Argentina | Canadá               | 86–65     | Puerto Rico          |        |                      |
| 2013 Detalles | Uruguay · (Punta Del Este) | Estados Unidos | 94–48          | Argentina | Canadá               | 62–50     | Puerto Rico          |        |                      |
| 2015 Detalles | Argentina (Bahía Blanca)   | Estados Unidos | 77–60          | Canadá    | Argentina            | 74–59     | República Dominicana |        |                      |
| 2017 Detalles | Argentina (Formosa)        | Estados Unidos | 111–60         | Canadá    | Puerto Rico          | 78–67     | Argentina            |        |                      |
| 2019 Detalles | Brasil · (Belém)           | Estados Unidos | 94–77          | Canadá    | República Dominicana | 80–77     | Argentina            |        |                      |
| 2021 Detalles | México · (Xalapa)          |                | Estados Unidos | 90-75     | Argentina            |           | Canadá               | 92-76  | República Dominicana |
| 2023 Detalles | México · (Mérida)          |                | Estados Unidos | 118-36    | Canadá               |           | Puerto Rico          | 86-76  | Argentina            |
| 2025 Detalles | México · (Juárez)          |                | Estados Unidos | 108-71    | Canadá               |           | Venezuela            | 84-76  | Puerto Rico          |

## Tabla de medallas
| Núm. | País                 | Oro | Plata | Bronce | Total |
| ---- | -------------------- | --- | ----- | ------ | ----- |
| 1    | Estados Unidos       | 9   | 0     | 0      | 9     |
| 2    | Canadá               | 0   | 5     | 4      | 9     |
| 3    | Argentina            | 0   | 4     | 1      | 5     |
| 4    | Puerto Rico          | 0   | 0     | 2      | 2     |
| 5    | República Dominicana | 0   | 0     | 1      | 1     |
| 5    | Venezuela            | 0   | 0     | 1      | 1     |

## Detalles de participación
| Equipo               | 2009 | 2011 | 2013 | 2015 | 2017 | 2019 | 2021 | 2023 | 2025 | Total |
| Argentina            | 2.º  | 2.º  | 2.º  | 3.º  | 4.º  | 4.º  | 2.º  | 4.º  | 8.º  | 9     |
| Bahamas              | 7.º  | -    | 7.º  | -    | -    | -    | -    | -    | -    | 2     |
| Brasil               | 5.º  | 5.º  | -    | 5.º  | -    | 5.º  | 5.º  | 5.º  | 5.º  | 7     |
| Canadá               | 3.º  | 3.º  | 3.º  | 2.º  | 2.º  | 2.º  | 3.º  | 2.º  | 2.º  | 9     |
| Chile                | -    | 6.º  | 5.º  | -    | -    | -    | 8.º  | -    | -    | 3     |
| Costa Rica           | -    | 8.º  | -    | -    | -    | -    | -    | -    | -    | 1     |
| Estados Unidos       | 1.º  | 1º   | 1º   | 1.º  | 1.º  | 1.º  | 1.º  | 1.º  | 1.º  | 9     |
| México               | 8.º  | 7.º  | 8.º  | 4.º  | 6.º  | 7.º  | 6.º  | 7.º  | 7.º  | 9     |
| Paraguay             | -    | -    | -    | -    | 8.º  | -    | -    | -    | -    | 1     |
| Puerto Rico          | 6.º  | 4.º  | 4.º  | 6.º  | 3.º  | 6.º  | 7.º  | 3.º  | 4.º  | 9     |
| República Dominicana | -    | -    | -    | 4.º  | 5.º  | 3.º  | 4.º  | 6.º  | 6.º  | 6     |
| Uruguay              | -    | -    | 6.º  | -    | -    | 8.º  | -    | 8.º  | -    | 3     |
| Venezuela            | 4.º  | -    | -    | 7.º  | 7.º  | -    | -    | -    | 3.º  | 4     |

## Jugador Más Valioso
| Año  | Jugador Más Valioso |
| ---- | ------------------- |
| 2009 | Bradley Beal        |
| 2011 | Jabari Parker       |
| 2013 | Malik Newman        |
| 2015 | Gary Trent Jr.      |
| 2017 | Vernon Carey Jr.    |
| 2019 | Chris Livingston    |
| 2021 | Robert Dillingham   |
| 2023 | Cameron Boozer      |
| 2025 | Nasir Anderson      |